# Goyet

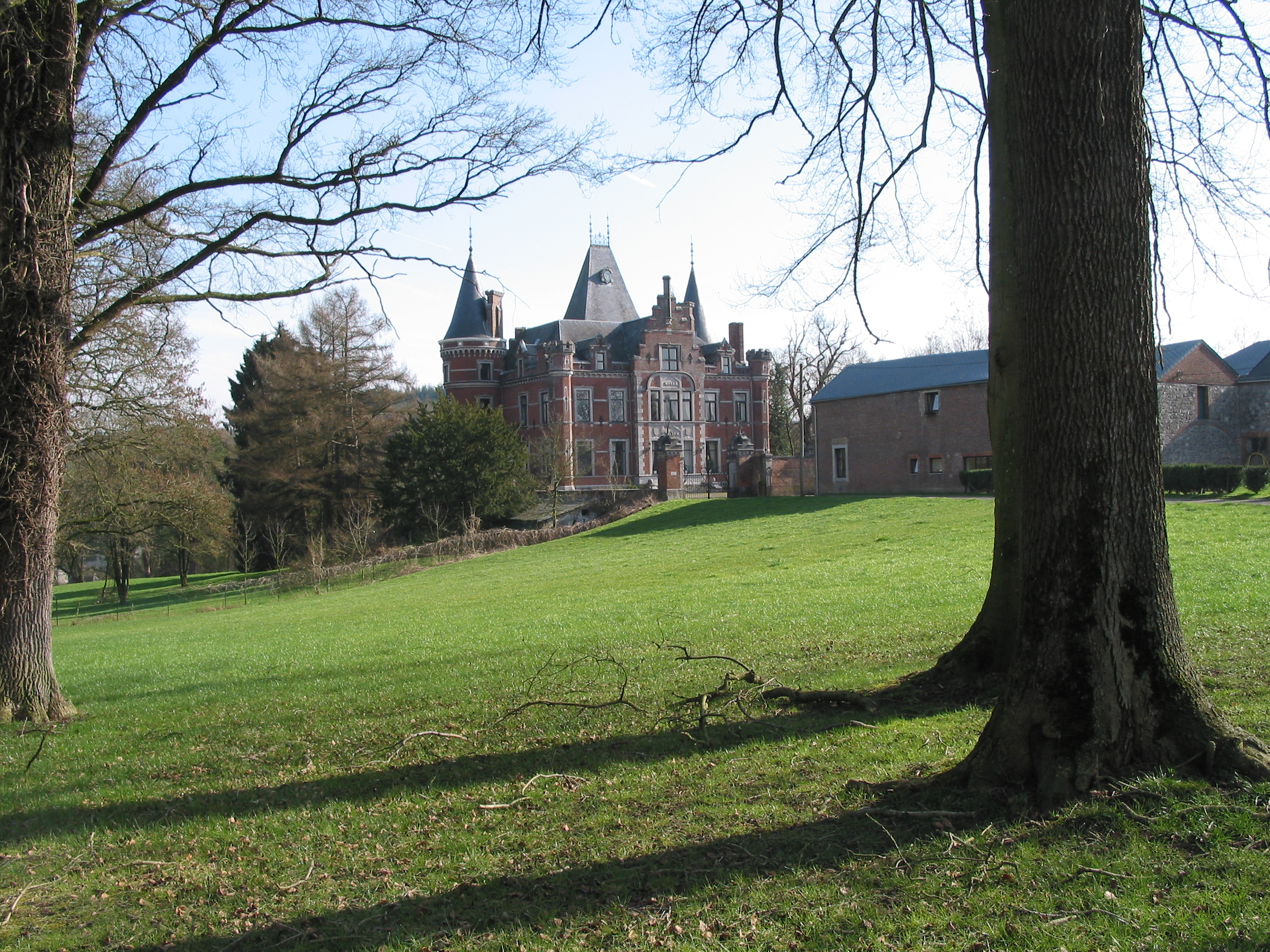
Château de Goyet

Goyet ist ein Weiler in der Gemeinde  Gesves in der Provinz Namur in Belgien. Der Weiler ist bekannt für die Höhlen von Goyet und das Château de Goyet.